# Avinguda del Cid
L'Avinguda del Cid és una via urbana de València situada a l'oest de la ciutat i que comunica l'interior de la ciutat amb la seua eixida direcció oest, cap a l'interior de la península. S'inicia a la fi del carrer de Sant Josep de Calassanç i a l'encreuament amb l'Avinguda de Pérez Galdós, i finalitza a l'autovia A-3 direcció cap a l'Aeroport de València i la ciutat de Madrid.
Té una gran capacitat tenint de tres a quatre carrils, un pas subterrani, i cinc passos elevats per a vianants. Les vies més importants amb les que s'encreua són el Carrer del Nou d'Octubre i l'Avinguda de Tres Creus, que forma part de l'inici de la Ronda Sud de València. Prop de la fi té a les proximitats del Pont de Xirivella un enllaç amb l'autovia de circumval·lació V-30, sobre el nou llit del riu Túria.
Va ser inaugurada en 1972 pel ministre franquista d'Obres Públiques, Gonzalo Fernández de la Mora. Anteriorment, durant els anys 60 i 70 va rebre el nom d'Avinguda de Castella, per ser l'avinguda que comunicava València amb Castella - la Manxa. Rep el seu nom en honor de Rodrigo Díaz de Vivar.
És un dels eixos principals del districte de l'Olivereta, al qual travessa d'est a oest separant els seus barris. Al seu inici limita amb el barri de Nou Moles al nord i els de Tres Forques i Patraix al sud. Al superar el seu pas subterrani separa els barris de Soternes al nord i els de La Fontsanta i La Llum al sud. Finalitza amb el pont de Xirivella que limita al nord amb el poble de Mislata, es troba en terme del poble de Xirivella i marca l'entrada a l'autovia A-3.
Va nàixer com a alternativa al Carrer de Quart de la ciutat de València, que era l'eixida natural de la ciutat cap a l'oest, travessant les Torres de Quart i passant pel centre de les poblacions de Mislata i Quart de Poblet, direcció a la comarca històrica del Pla de Quart. L'actual avinguda formava part de la carretera N-III i es trobava als afores de la ciutat. Just el seu inici és a l'encreuament amb l'Avinguda de Pérez Galdós que formava part del traçat de l'antic Camí de Trànsits de València i que feia de circumval·lació a la ciutat. Actualment ja està totalment integrada com una avinguda urbana.
Els elements més destacats de l'avinguda són l'Hospital General a l'encreuament amb l'avinguda de Tres Creus, i el Parc de l'Oest al barri Tres Forques i al costat de l'edifici central de la policia local de València, antic quartell militar d'aviació. A les seues proximitats, al carrer del Nou d'Octubre es troba el Complex Administratiu 9 d'octubre, que alberga diferents seus de conselleries de la Generalitat Valenciana a l'edifici de l'antiga Presó Model.
Disposa de dues estacions de MetroValencia: Av. del Cid a l'altura de la Central de Policia Local, i Nou d'Octubre a l'altura del carrer del mateix nom, les dues de les línies 3 i 5.